# Türkiye Kupası 2009-2010
La Türkiye Kupası 2009-2010 è la 48 edizione della coppa di Turchia.
Il torneo è iniziato il 2 settembre 2009 ed è terminato il 5 maggio 2010.
Il trofeo è stato vinto dal Trabzonspor che in finale ha battuto il Fenerbahçe.

## Primo turno
Le partite si sono giocate il 2 settembre 2009.

## Secondo turno
Le partite si sono giocate il 30 settembre 2009.
| Squadra 1            | Risultato   | Squadra 2          |
| -------------------- | ----------- | ------------------ |
| Turgutluspor         | 1 – 2       | Konya Şekerspor    |
| Tokatspor            | 3 – 1       | Kocaelispor        |
| Adıyamanspor         | 4 – 5 rig   | Yalovaspor         |
| Vanspor              | 2 – 1 (dts) | Şanlıurfaspor      |
| Denizli Belediyespor | 4 – 1       | 1461 Trabzon       |
| İ. Güngörenspor      | 3 – 1 (dts) | Ttnet              |
| Adanaspor            | 2 – 1       | Dardanel           |
| Kastamonuspor        | 4 – 2       | Boluspor           |
| Samsunspor           | 2 – 0       | Karabükspor        |
| Bucaspor             | 4 – 2       | Sakaryaspor        |
| Kartalspor           | 1 – 2       | Karşıyaka          |
| Eyüpspor             | 1 – 2       | Mersin İ. Yurdu    |
| Gaziantep            | 1 – 3       | Tarsus İdman Yurdu |
| Giresunspor          | 2 – 1       | Hacettepe          |
| Çaykur Rizespor      | 6 – 0       | Malatyaspor        |
| Orduspor             | 2 – 1       | Pursaklarspor      |
| Konyaspor            | 1 – 3       | Altay              |
| İnegölspor           | 0 – 2       | K. Erciyesspor     |

## Terzo turno
Le partite si sono giocate il 28 ottobre 2009.
| Squadra 1            | Risultato   | Squadra 2          |
| -------------------- | ----------- | ------------------ |
| Tokatspor            | 3 – 2       | Ankaraspor         |
| Ankaragücü           | 3 – 2       | Karşıyaka          |
| Kayserispor          | 2 – 4 rig   | Manisaspor         |
| Mersin İ. Yurdu      | 6 – 7 rig   | Antalyaspor        |
| İ. Güngörenspor      | 0 – 1       | Bursaspor          |
| İstanbul Başakşehir  | 4 – 2       | Gençlerbirliği     |
| Galatasaray          | 2 – 1       | Bucaspor           |
| Diyarbakırspor       | 0 – 1       | Tarsus İdman Yurdu |
| Kasımpaşa            | 4 – 1       | K. Erciyesspor     |
| Denizli Belediyespor | 2 – 1       | Kastamonuspor      |
| Denizlispor          | 4 – 1 (dts) | Gaziantepspor      |
| Konya Şekerspor      | 3 – 2       | Adanaspor          |
| Orduspor             | 1 – 0       | Vanspor            |
| Giresunspor          | 2 – 1 (dts) | Çaykur Rizespor    |
| Altay                | 4 – 0       | Samsunspor         |
| Yalovaspor           | 1 – 3 (dts) | Eskişehirspor      |

## Fase a gironi

### GRUPPO A
| POSIZIONE | SQUADRA       | PUNTI |
| --------- | ------------- | ----- |
| 1         | Fenerbahçe    | 09    |
| 2         | Antalyaspor   | 08    |
| 3         | Tokatspor     | 04    |
| 4         | Altay         | 04    |
| 5         | Eskişehirspor | 03    |

### GRUPPO B
| POSIZIONE | SQUADRA              | PUNTI |
| --------- | -------------------- | ----- |
| 1         | Galatasaray          | 10    |
| 2         | Trabzonspor          | 09    |
| 3         | Ankaragücü           | 07    |
| 4         | Orduspor             | 03    |
| 5         | Denizli Belediyespor | 00    |

### GRUPPO C
| POSIZIONE | SQUADRA            | PUNTI |
| --------- | ------------------ | ----- |
| 1         | Bursaspor          | 10    |
| 2         | Denizlispor        | 08    |
| 3         | Sivasspor          | 07    |
| 4         | Giresunspor        | 03    |
| 5         | Tarsus Idman Yurdu | 00    |

### GRUPPO D
| POSIZIONE | SQUADRA         | PUNTI |
| --------- | --------------- | ----- |
| 1         | Istanbul B.B.   | 10    |
| 2         | Manisaspor      | 08    |
| 3         | Kasımpaşa       | 04    |
| 4         | Beşiktaş        | 04    |
| 5         | Konya Şekerspor | 03    |

## Quarti di finale
| Squadra 1   | Totale | Squadra 2   | Andata | Ritorno |
| ----------- | ------ | ----------- | ------ | ------- |
| Fenerbahçe  | 4–3    | Bursaspor   | 3–0    | 1–3     |
| Manisaspor  | 5–1    | Denizlispor | 4–1    | 1–0     |
| Antalyaspor | 4–4    | Galatasaray | 2–1    | 2–3     |
| Istanbul    | 1–2    | Trabzonspor | 1–1    | 0–1     |

## Semifinale
| Squadra 1   | Totale | Squadra 2   | Andata | Ritorno |
| ----------- | ------ | ----------- | ------ | ------- |
| Fenerbahçe  | 3–1    | Manisaspor  | 2–0    | 1–1     |
| Trabzonspor | 2–1    | Antalyaspor | 2–0    | 0–1     |

## Finale
| Arbitro: | Cüneyt Çakır |

|          |           |                                 |
| Alex 55’ | Marcatori | 66’ Umut 80’ Engin 90+4’ Colman |

| Fenerbahçe | Trabzonspor |

| Fenerbahçe:    |    |                 |  |     |     |
|                |    |                 |  |     |     |
| GK             | 1  | Volkan Demirel  |  |     |     |
| CB             | 2  | Diego Lugano    |  |     |     |
| CB             | 58 | Fábio Bilica    |  |     |     |
| RB             | 77 | Gökhan Gönül    |  |     | 87’ |
| LB             | 6  | Gökçek Vederson |  |     |     |
| DM             | 5  | Emre Belözoğlu  |  | 68’ |     |
| DM             | 66 | Mehmet Topuz    |  |     |     |
| RM             | 10 | Alex (c)        |  |     |     |
| LM             | 20 | Özer Hurmacı    |  |     |     |
| AM             | 21 | Selçuk Şahin    |  |     |     |
| CF             | 9  | Daniel Güiza    |  |     |     |
| Substitutes:   |    |                 |  |     |     |
| GK             | 88 | Volkan Babacan  |  |     |     |
| DF             | 15 | Bekir İrtegün   |  |     |     |
| DF             | 19 | Önder Turacı    |  |     |     |
| DF             | 24 | Deniz Barış     |  |     |     |
| FW             | 23 | Semih Şentürk   |  |     |     |
| FW             | 39 | Gökhan Ünal     |  |     | 87’ |
| FW             | 99 | Deivid          |  |     | 68’ |
| Coach:         |    |                 |  |     |     |
| Christoph Daum |    |                 |  |     |     |

| Trabzonspor: |    |                   |  |  |     |
|              |    |                   |  |  |     |
| GK           | 35 | Onur Kıvrak       |  |  |     |
| RB           | 30 | Serkan Balcı      |  |  |     |
| CB           | 16 | Egemen Korkmaz    |  |  |     |
| CB           | 4  | Rigobert Song (c) |  |  |     |
| LB           | 3  | Hrvoje Čale       |  |  |     |
| LM           | 17 | Burak Yılmaz      |  |  |     |
| CM           | 5  | Engin Baytar      |  |  | 86’ |
| CM           | 8  | Selçuk İnan       |  |  | 83’ |
| RM           | 20 | Gustavo Colman    |  |  |     |
| CF           | 25 | Alanzinho         |  |  | 91’ |
| CF           | 10 | Umut Bulut        |  |  |     |
| Substitutes: |    |                   |  |  |     |
| GK           | 29 | Tolga Zengin      |  |  |     |
| DF           | 27 | Sezer Badur       |  |  | 83’ |
| DF           | 11 | Barış Memiş       |  |  |     |
| MF           | 90 | Teófilo Gutiérrez |  |  |     |
| MF           | 23 | Giray Kaçar       |  |  | 91’ |
| MF           | 6  | Ceyhun Gülselam   |  |  | 86’ |
| MF           | 33 | Drago Gabrić      |  |  |     |
| Coach:       |    |                   |  |  |     |
| Şenol Güneş  |    |                   |  |  |     |